# Hahnenklee-Bockswiese
Hahnenklee-Bockswiese ist ein Ortsteil und zugleich eine Ortschaft der Stadt Goslar mit rund 1200 Einwohnern. Er liegt etwa 16 Kilometer südlich des Goslarer Stadtkerns auf einem Hochplateau im Oberharz in Niedersachsen.

## Geographische Lage

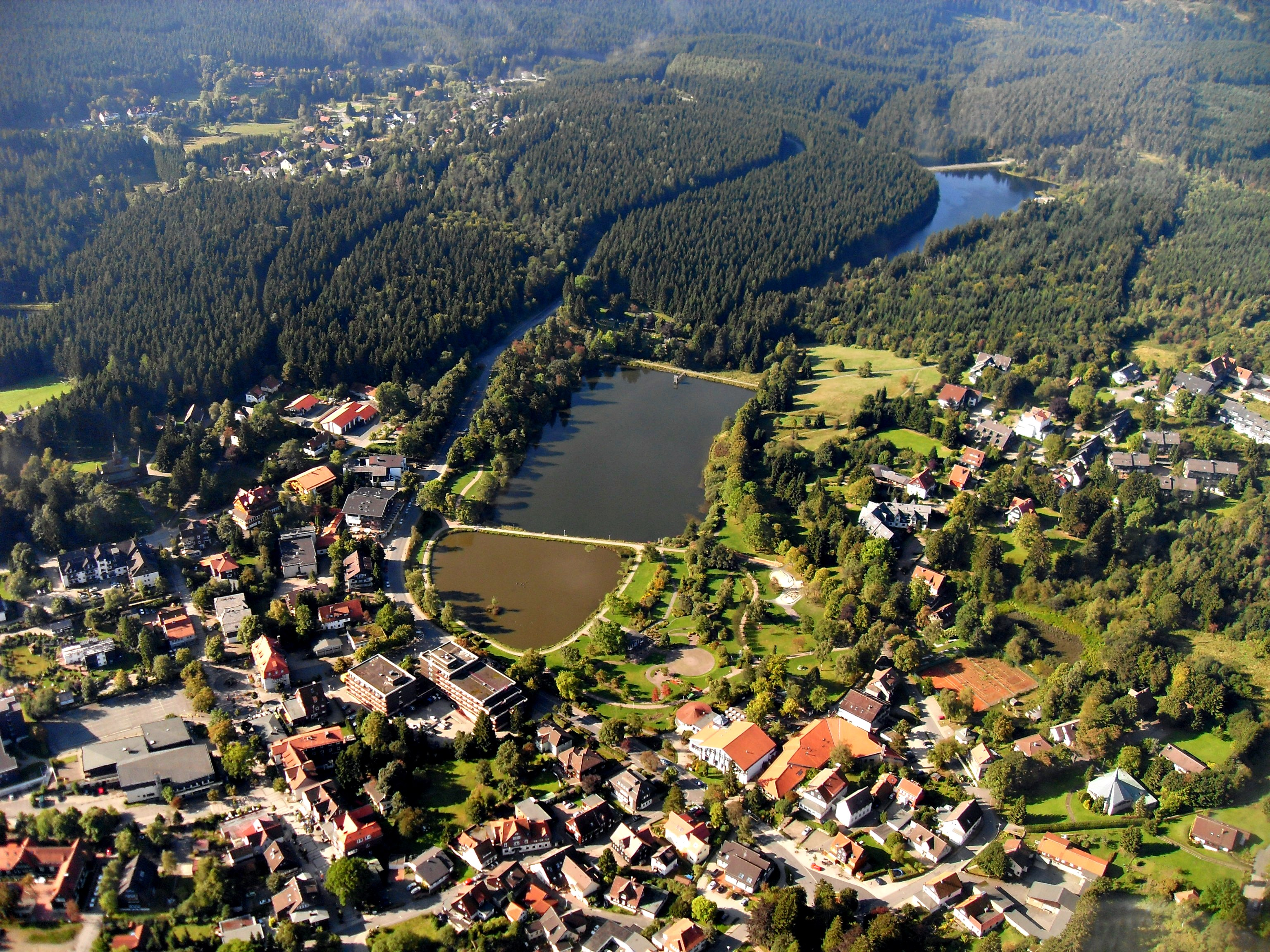
Hahnenkleer Ortskern mit Kurpark und den beiden Kranicher Teichen

Hahnenklee-Bockswiese ist ein Doppelort mit zwei Siedlungskernen, von denen der Sackgassenort Hahnenklee der größere und dadurch der bekanntere ist. Der Ortsteil Bockswiese (⊙) liegt an der Verbindungsstraße, welche bei Kreuzeck – zwischen Clausthal-Zellerfeld und Goslar – von der Bundesstraße 241 nach Lautenthal abzweigt. Von dort wiederum zweigt eine Kreisstraße nördlich zum Ortsteil Hahnenklee ab und endet dort. Diese Sackgassenlage war von den Einwohnern Hahnenklees mit dem Aufkommen des motorisierten Straßenverkehrs durchaus erwünscht, da die Freiheit von Durchgangsverkehr touristisch attraktiv ist. Der historische Ortskern von Bockswiese liegt am Grumbach.

## Geschichte
Erste Siedlungen sowohl in Hahnenklee (1569 erstmals urkundlich erwähnt) als auch in Bockswiese (1580 erwähnt) haben bereits im 16. Jahrhundert bestanden. Beide Orte haben im Bergbau ihren Ursprung, der im oberen Granetal und bis 1930 im oberen Grumbachtal betrieben worden ist. Es wird vermutet, dass der Herzog-Georg-Wilhelm-Stollen und der Hahnenkleer Stollen auf mittelalterliche Anfänge zurückgehen. Bergbau wurde vor allem entlang des erzreichen Bockswieser Gangzugs betrieben.
Die räumlich getrennt voneinander liegenden frühen Bergmannssiedlungen Hahnenklee und Bockswiese bildeten seit der Mitte des 19. Jahrhunderts eine politische Gemeinde, die den amtlichen Doppelnamen Bockswiese-Hahnenklee trug. Um 1800 lebten in Hahnenklee, das damals unmittelbar an der Heerstraße von Goslar nach Lautenthal lag, 100 Einwohner. Bockswiese bestand zu diesem Zeitpunkt lediglich aus einem Zechenhaus, in dem 20 Bewohner lebten. Im 19. Jahrhundert gehörte der Ort zum Amt Zellerfeld des Königreichs Hannover, welches seit 1866 als preußische Provinz Hannover fortgeführt wurde. Seit 1885 gehörte Bockswiese-Hahnenklee zum Kreis Zellerfeld. Zu Beginn des 20. Jahrhunderts zählte Bockswiese-Hahnenklee 491 Einwohner, von denen 336 Einwohner in Hahnenklee lebten. Um Bockswiese und den bei Hahnenklee befindlichen Bocksberg ranken sich mehrere Sagen in Verbindung mit der früheren Hexenverfolgung.
Ende des 19. Jahrhunderts bekam der Fremdenverkehr eine immer größere Bedeutung. Die Ernennung zum staatlich anerkannten Kurort erfolgte 1882. Im Jahr 1900 wurden 5676 Kurgäste gezählt. Nach Einstellung des Bergbaus wurde der Tourismus – abgesehen von der Forstwirtschaft – zur nahezu einzigen Erwerbsgrundlage des Ortes.
Im Juni 1935 beschloss der Gemeinderat von Bockswiese-Hahnenklee, die bisherige Ortsbezeichnung umzudrehen, da Hahnenklee die Einwohnerzahl von Bockswiese überflügelt hatte. Seit jenem Jahr führt die Gemeinde ein vom Berliner Heraldiker Gustav Adolf Closs gestaltetes Ortswappen.
Während der späten Jahre des Zweiten Weltkrieges gab es viele Einquartierungen im Rahmen der Kinderlandverschickung. Darüber hinaus wurde Schwangeren aus den vom Bombenkrieg besonders bedrohten Großstädten eine weitgehend ungestörte Niederkunft in einem zur Entbindungsstation umgerüsteten Hahnenkleer Hotel angeboten. Dies führte in diesen Jahren zu für diese kleine Gemeinde besonders hohen Geburtenzahlen. In den vom NS-„Hilfswerk Mutter und Kind“ beschlagnahmten touristischen Einrichtungen wurden über 3600 Kinder geboren (Kurhaus Bockswiese – Entbindungsheim, Haus Maria – Entbindungsheim, Hotel Waldgarten – Entbindungsheim, Haus Niedersachsen – Erholungsheim, Haus Rische – Erholungsheim, Hotel Hahnenkleer Hof – Schwestern–Erholungsheim, Hotel Deutsches Haus – Erholungsheim). In einem separaten Teil des Entbindungsheims im Hotel Waldgarten befand sich eine Geburtsstation des Lebensborns, der berüchtigten NS-Einrichtung zur „Züchtung reinrassiger Arier“. Helene (Leni) von Radziewski war die aktenkundige Oberin des Hauses Waldgarten. 
Zum Kriegsende füllte sich der Ort mit Flüchtlingen, überwiegend aus den ostdeutschen Gebieten. Kurz nach Kriegsende machte der Tod von 18 lettischen Säuglingen und Kleinkindern überregionale Schlagzeilen. Sie starben im Mütterheim „Victoria“ der Nationalsozialistischen Volkswohlfahrt (NSV). Die genauen Todesumstände wurden nie geklärt. Die überlebenden über 100 Kinder wurden in alle Welt verstreut.
Seit 1946 gehört Hahnenklee-Bockswiese zum Land Niedersachsen. Ab den 1950er Jahren boomte wieder der Tourismus und erreichte vermutlich in den 1970er Jahren seinen Höhepunkt. Zahlreiche Gäste aus dem norddeutschen Raum, aus Nordrhein-Westfalen, Berlin, Dänemark, den Niederlanden und Südschweden verbrachten in dem anerkannten heilklimatischen Kurort ihren Urlaub. In dieser Zeit entstanden auch viele Hotelneubauten mit entsprechend hoher Anzahl an Gästebetten. Zum Ende der 1980er Jahre begann bezüglich des Tourismus ein massiver Abwärtstrend, der sehr vielfältige Ursachen hat. Seit Mitte der 2010er Jahre erholt sich der Tourismus wieder etwas, wobei erhebliche Investitionen am Bocksberg und ein erneuertes Image des Ortes eine Rolle spielen.
Im Rahmen der allgemeinen niedersächsischen Gebietsreform wurde der Landkreis Zellerfeld aufgelöst. Die Gemeinde Hahnenklee-Bockswiese wurde dadurch am 1. Juli 1972 dem Landkreis Goslar angegliedert und in die Nachbarstadt Goslar eingemeindet.

## Religionen
Wahrzeichen von Hahnenklee ist die 1907/08 erbaute evangelische Gustav-Adolf-Kirche, die als seltene Stabkirche gestaltet worden ist. 1928 wurde eine kleine katholische Holzkirche errichtet, sie wurde 1975 durch die von Josef Fehlig konzipierte Kirche Maria Schnee, heute Filialkirche der Pfarrgemeinde St. Nikolaus in Clausthal-Zellerfeld, ersetzt.

## Politik
Der Ortsrat, der den Ortsteil Hahnenklee-Bockswiese vertritt, setzt sich aus elf Mitgliedern zusammen. Die Ratsmitglieder werden im Zuge der Kommunalwahl für jeweils fünf Jahre gewählt.
Bei der Kommunalwahl 2021 ergab sich folgende Sitzverteilung:
| Ortsrat 2021Insgesamt 11 Sitze - SPD: 5 - FDP: 1 - CDU: 5 |

## Kultur und Sehenswürdigkeiten

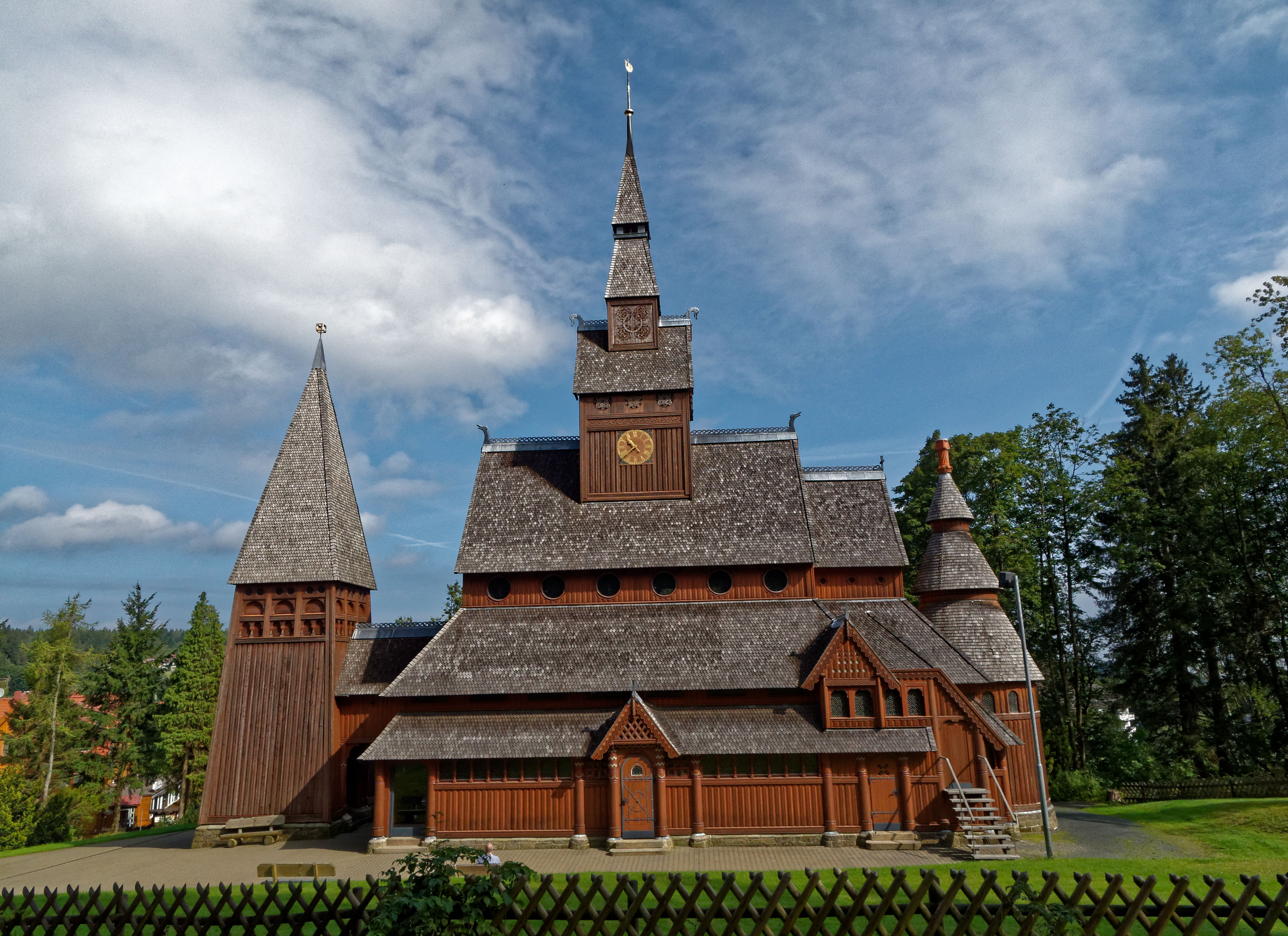
Gustav-Adolf-Kirche

Markantes Wahrzeichen ist die aus Holz erbaute nordische Gustav-Adolf-Stabkirche mit einem Carillon. Sehenswert sind außerdem verschiedene Bauwerke (Stauteiche und Gräben) des Oberharzer Wasserregals oder die Grabstelle des Schöpfers der „Berliner Operette“, Paul Lincke (siehe auch Paul-Lincke-Ring). Die Seilbahn bringt Besucher auf den 726 m hohen Bocksberg. Ein besonderer Spielplatz für Kinder ist der Wasserspielplatz am Oberen Flößteich.

### Sport
Das Wandern und der Wintersport haben eine große Bedeutung im Ort. Der Liebesbankweg, ein als Premium-Wanderweg ausgezeichneter Wanderweg im Harz und in Niedersachsen, hat in Hahnenklee seinen Ausgangspunkt; unter anderem befinden sich 25 individuelle, hölzerne Liebesbänke auf der Route. Ein weiterer bekannter Wanderweg ist der Oberförster-Müller-Weg.
Seit 2007 betreibt die Hahnenkleer Seilbahngesellschaft einen Bike Park in Hahnenklee, der mehrere Downhill-, Freeride-, North Shore- und Single-Trails rund um den Bocksberg anbietet. Im Sommer 2012 wurde eine 1250 m lange schienengeführte Sommerrodelbahn mit dem Namen BocksBergBob an der Bocksberg-Seilbahn eröffnet.
Bis Anfang der 1970er Jahre gab es am Bocksberg die Bob- und Rennrodelbahn. Dort wurden unter anderem 1955 die Rennrodel-Europameisterschaften ausgetragen.

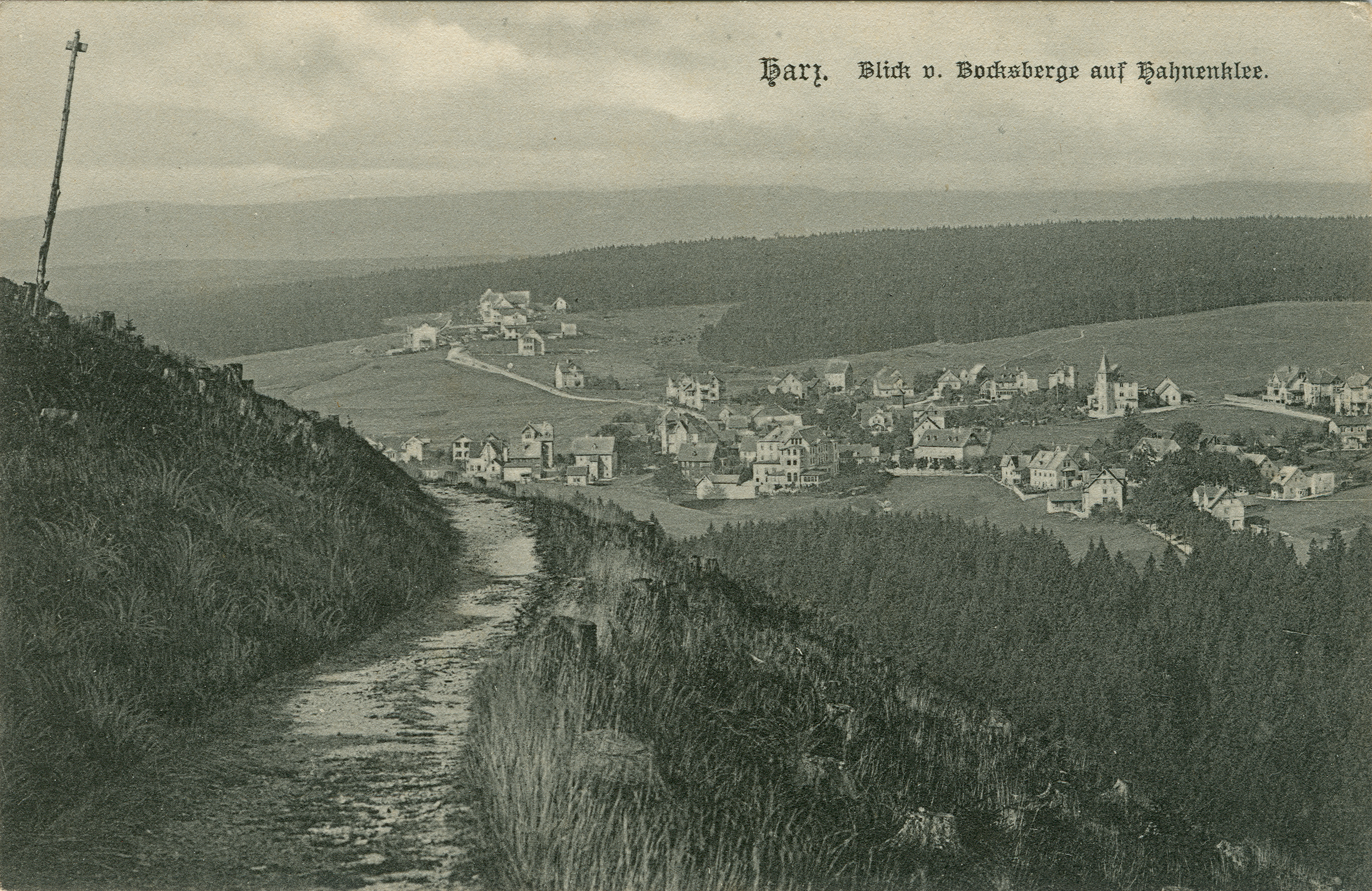
Postkartenansicht von 1907
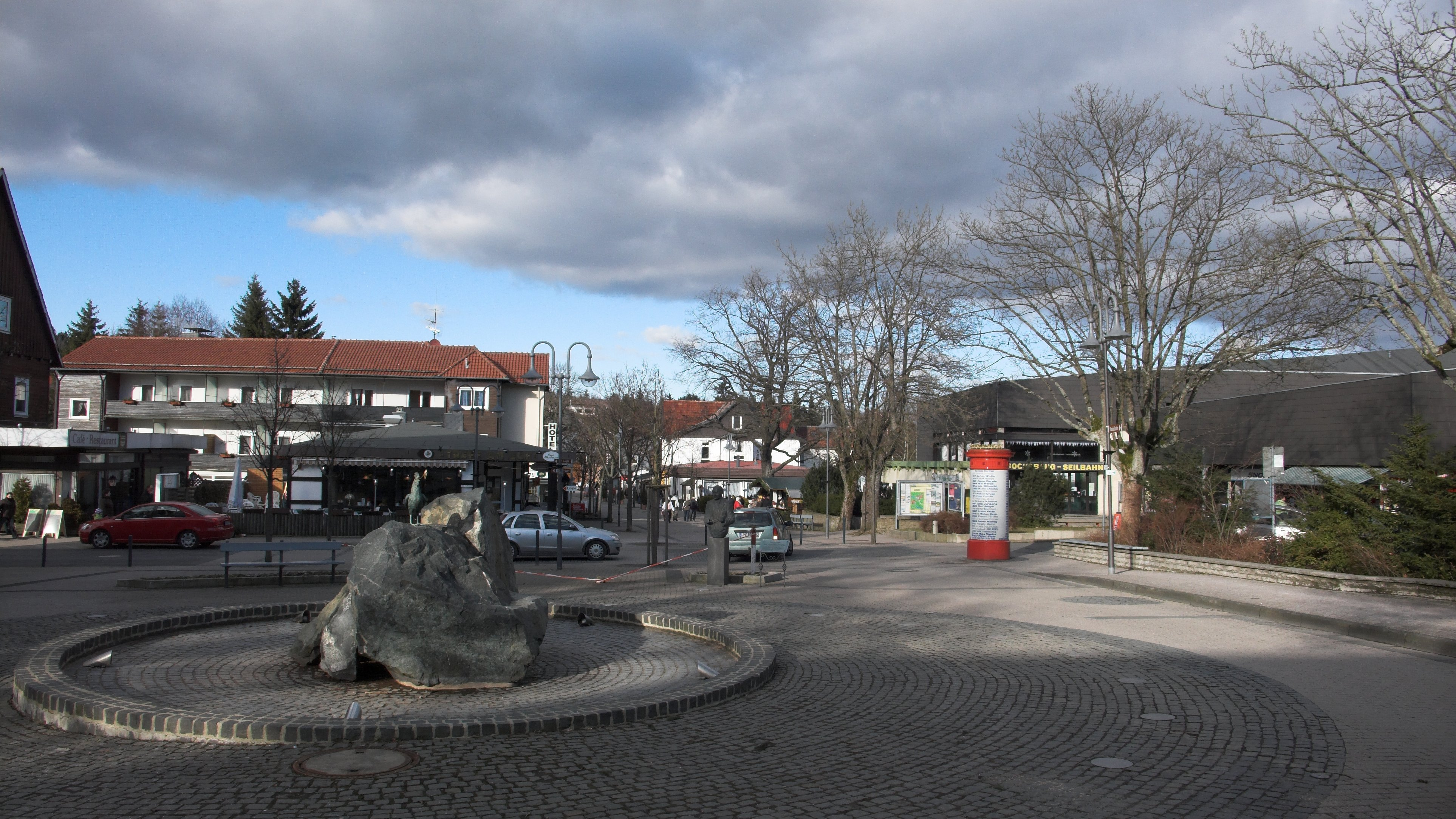
Der Paul-Lincke-Platz im Ortszentrum
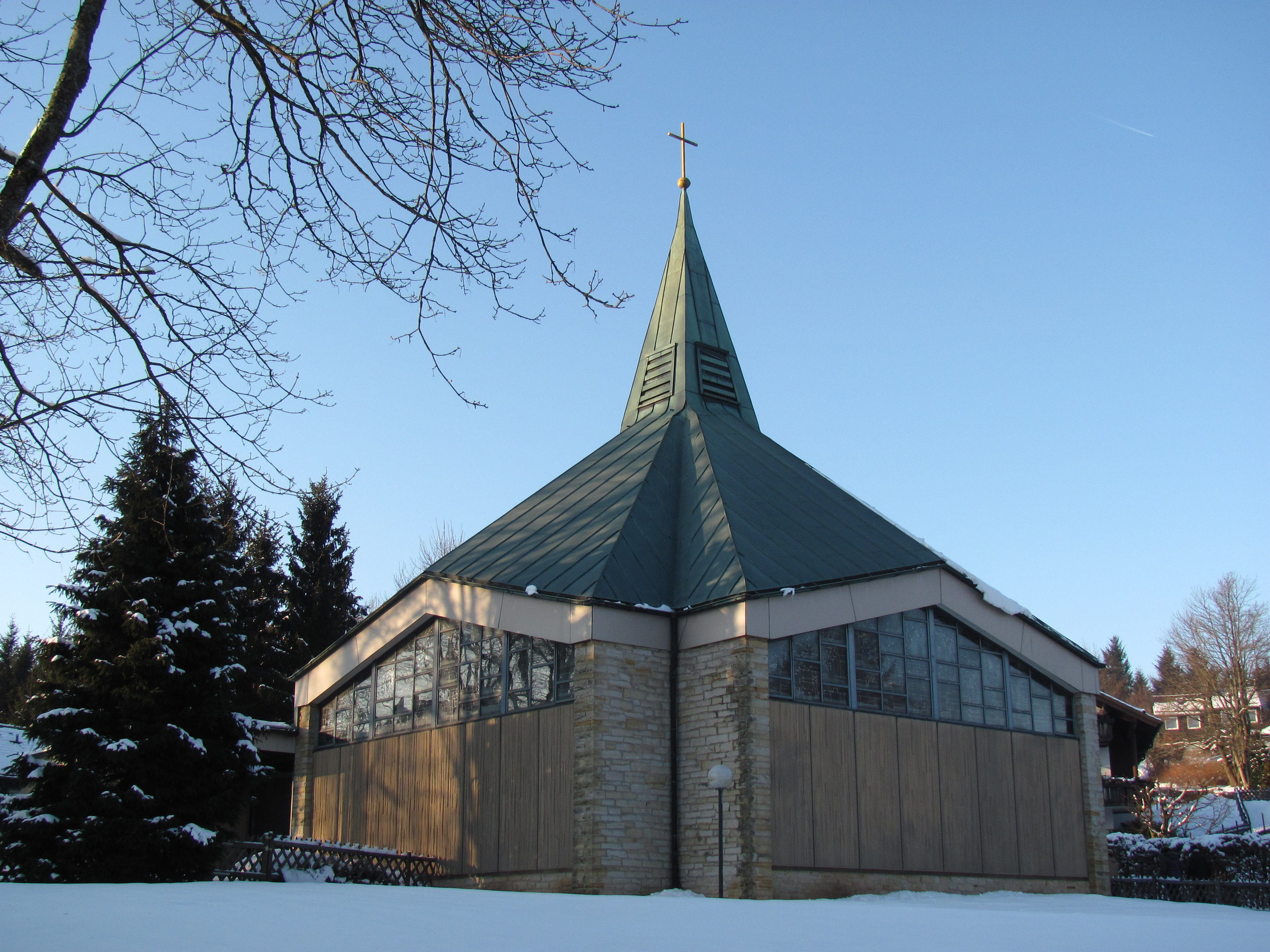
Kirche Maria Schnee

### Regelmäßige Veranstaltungen
Das Walpurgisfest jährlich am 30. April lockt mehrere tausend Besucher an.

## Wirtschaft und Infrastruktur
Hahnenklee ist ein Erholungsort und in erster Linie vom Tourismus geprägt. Der Ortsteil hat jährlich rund 110.000 Übernachtungsgäste bei 450.000 Übernachtungen. Eine Jugendherberge befindet sich am Südrand des Ortsteils Bockswiese.

### Verkehr
Im Straßenverkehr ist der Ort über die nahe gelegene Bundesstraße 241 zu erreichen.
Im öffentlichen Nahverkehr ist Hahnenklee mit der Buslinie 830 der Regionalbus Braunschweig im Rahmen des Zweckverband Großraum Braunschweig an Goslar und Clausthal-Zellerfeld angebunden.

### Bildung
Hahnenklee hatte eine eigene Grund- und Hauptschule, die in den 1970er Jahren wegen Schülermangels geschlossen wurde. Das ehemalige Schulgebäude dient heute als Kindergarten und als Heim für verschiedene Vereine.

## Persönlichkeiten

### Söhne und Töchter des Ortes
- Wilhelm Ripe (1818–1885), Maler und Grafiker
- Hans Ludwig Schoenthal (1923–2002), Politiker (SPD)
- Eva Schlaugat (* 1943), Politikerin (SPD)
- Jürgen Wolter (* 1943), Rechtswissenschaftler
- Reinhold Baumstark (* 1944), Kunsthistoriker
- Jürgen Gansäuer (* 1944), Politiker (CDU)
- Manfred Pesditschek (1944–2015), Politiker (SPD) und Mitglied des Niedersächsischen Landtages
- Hans-Georg Wenzel (1945–1999), Geodät, Geophysiker und Hochschullehrer
- Angelika Dünhaupt (* 1946), Rodlerin und Museumspädagogin

### Persönlichkeiten mit Bezug zum Ort
- Heinrich Zimmer (1851–1910), Indologe und Keltologe, starb hier
- Paul Lincke (1866–1946), Komponist und Theaterkapellmeister, starb hier
- Ernst Degenhardt (1877–1950), Kaufmann und Politiker (DDP, CDU), starb hier
- Ernst Mangold (1879–1961), Arzt, Physiologe und Ernährungsforscher, starb hier während eines Urlaubs
- Hans Mühle (1897–1973), Pastor und Autor, wirkte an der Stabkirche als Pastor.
- Hans-Georg Jaedicke (1911–2000), Mediziner, wirkte fast 50 Jahre in Hahnenklee, war Chefarzt des dortigen Dr.-Schüßler-Sanatoriums und starb hier
- Justus Teicke (* 1960), Wasserbauingenieur und Autor, wuchs in Hahnenklee auf
- Henning Ziebritzki (* 1961), Pastor und Schriftsteller, wirkte an der Stabkirche als Pastor
- Bernhard Teicke (* 1966), General der Luftwaffe

## Trivia
Hahnenklee war im Jahr 1960 Drehort der Außenaufnahmen für den Kriminalfilm „Stahlnetz, Episode 13 - Saison“.